# Elisabeth Kübler-Rossová
Elisabeth Kübler-Rossová, vlastním jménem Elisabeth Kübler-Ross (8. července 1926, Curych – 24. srpna 2004, Scottsdale) byla švýcarsko-americká psychiatrička, která se zejména zabývala psychologií umírání a smrti. Proslula především definováním pěti fází smutku či pěti fází umírání (model Kübler-Rossové).

## Život a působení
Narodila se jako první z trojčat do protestantské obchodnické rodiny, za druhé světové války pracovala v pomoci uprchlíkům a později navštívila koncentrační tábor Majdanek. Proti vůli svého otce vystudovala lékařství na Curyšské univerzitě (1957). Roku 1958 se provdala za svého kolegu, studenta medicíny Emmanuela Rosse a s ním odešla do Spojených států amerických, kde žila až do své smrti.
Pracovala zde nejprve na Univerzitě v Coloradu, od roku 1965 na Univerzitě v Chicagu. Byla podporovatelkou hospicového hnutí. Za svého života dostala 19 čestných doktorátů, ale setkala se také s kritikou svých studií o zážitcích blízkých smrti a jistého koketování se spiritualismem.